# Karim Laribi
Karim Laribi (Milano, 20 aprile 1991) è un calciatore tunisino con cittadinanza italiana, centrocampista dell'Anzio.

## Biografia
Laribi è nato a Milano da padre tunisino e madre italiana di Domus de Maria in Sardegna, e in virtù di questo è stato convocato per la Nazionale sarda.

## Caratteristiche tecniche
Tatticamente è un calciatore polivalente, viene solitamente impiegato prevalentemente come esterno sinistro a centrocampo, con caratteristiche offensive, ambidestro di piede, possiede una buona tecnica di base e anche un buon dribbling; inoltre si dimostra molto efficace nel tiro dalla distanza.

## Carriera

### Club

#### Gli inizi, Sassuolo
Ha fatto parte delle giovanili dell'Inter (come il fratello maggiore Omar) insieme a Balotelli, Destro, Santon, Obi e Krhin ma veniva considerato poco e così diceva ai dirigenti dell'Inter, per giustificare le sue assenze, che andava in gita scolastica ma in realtà svolgeva i provini con il Fulham, che lo ha arruolato per 2 anni nelle giovanili. Il 19 agosto 2009 passa al Palermo.
Dopo una stagione nella Primavera rosanero, cominciata con la sconfitta nella Supercoppa italiana contro il Genoa, nel 2010 viene ceduto dai rosanero in prestito con diritto di riscatto al Foggia in Lega Pro Prima Divisione, dove disputa un'ottima stagione con 28 partite e 4 reti sotto la guida di Zdeněk Zeman.
Il 1º luglio 2011 passa in prestito con diritto di riscatto sulla compartecipazione al Sassuolo, disputando 7 partite e segnando una rete in Serie B. Nell'estate 2012 viene quindi riscattato dai neroverdi emiliani.
Il 18 maggio 2013, dopo 9 presenze, vince il campionato di Serie B e conquista la promozione in Serie A con la squadra emiliana guidata da Eusebio Di Francesco. Il 20 giugno, termine ultimo per le risoluzioni delle compartecipazioni, né Sassuolo né Palermo fanno un'offerta per il cartellino del giocatore, che resta quindi nell'ultima società che lo ha tesserato. Nella stagione successiva esordisce in Serie A nella prima giornata di campionato in cui il Sassuolo perde per 2-0 in trasferta contro il Torino, entrando in campo al 79' al posto di Francesco Magnanelli.
L'8 gennaio 2014 passa in prestito con diritto di riscatto fino al termine della stagione al Latina. Alla 41ª giornata realizza i suoi primi gol stagionali, grazie a una doppietta in Cesena-Latina (1-3). Nella semifinale di ritorno dei play-off di Serie B segna il temporaneo 2-1 in casa contro il Bari: il 2-2 finale consegnerà la finale ai pontini.
Ritornato al Sassuolo per fine prestito, il 23 luglio 2014 passa al Bologna in prestito con diritto di opzione a favore del Bologna e di contro-opzione a favore del Sassuolo.
Segna il suo primo gol in maglia rossoblù contro il Cittadella, il 27 settembre 2014. Successivamente segna un gol contro il Trapani Calcio e realizza la sua prima doppietta in maglia felsinea contro il Bari. Alla vigilia di Natale segna contro la Pro Vercelli.

#### Cesena
Il 27 agosto 2016 passa in prestito con diritto di riscatto al Cesena. Il 27 settembre, dopo 277 giorni fuori dal rettangolo verde, fa il suo esordio con la maglia bianconera contro l'Ascoli, match che terminerà a reti bianche. Nella partita seguente contro la sua ex squadra Latina mette a segno il suo primo assist per Milan Đurić nel temporaneo vantaggio bianconero, partita che poi terminerà in pareggio. Torna a giocare una partita per tutti gli interi 90 minuti solamente il 19 novembre nella sconfitta ai danni dei romagnoli per 1 a 0 contro lo Spezia Calcio. Debutta in Coppa Italia nella partita vinta ai supplementari dai romagnoli per 2-1 contro l'Empoli in terra toscana, il 29 novembre 2016. Mette a segno la sua prima rete in bianconero, il 18 gennaio 2017 nella partita di Coppa Italia vinta dai romagnoli per 1-2 al Mapei Stadium contro la sua ex squadra. La sua rete risulterà decisiva per permettere al Cesena di raggiungere i quarti di finale della competizione nazionale, dove mancava da ben 46 anni. In Avellino-Cesena del 22 aprile 2017 segna la sua prima rete in campionato nel match che terminerà 1-1.

#### Hellas Verona
Il 31 luglio 2018 viene ufficializzato il suo arrivo al Verona a parametro zero. Debutta il 5 agosto nella sfida di Coppa Italia contro la Juve Stabia (4-1), fornendo l'assist per il secondo gol dei veneti segnato da Antonio Caracciolo. Il 16 settembre segna il suo primo gol con gli scaligeri, nel 4-1 al Carpi.. A fine stagione conquista la promozione in serie A con l'Hellas dopo la vittoria per 3-0 sul Cittadella nella finale playoff : nella suddetta partita è autore proprio della terza rete della definitiva sicurezza che annulla la sconfitta per 0-2 della gara d'andata.

#### Prestiti a Empoli, Bari e Reggiana
L'8 luglio 2019 si trasferisce a titolo temporaneo all'Empoli.
Il 21 gennaio 2020 passa in prestito al Bari. Segna il suo primo gol il 16 febbraio 2020 su calcio di punizione nella partita con l'AZ Picerno conclusa sul 3-0. Dopo 12 presenze e 2 gol il Bari non riscatta il giocatore e torna al Verona, dove (non rientrando nei piani tecnici) viene messo fuori lista; il 28 gennaio 2021 passa in prestito alla Reggiana in Serie B. Il 7 febbraio segna il primo gol con gli emiliani nella vittoria per 2-1 sulla Virtus Entella. 

#### Reggina e prestito al Cittadella
Il 16 luglio seguente viene ceduto alla Reggina con cui firma un contratto biennale.
A seguito di una prima parte di stagione al di sotto delle aspettative, il 31 gennaio 2022 Laribi viene ceduto in prestito con diritto di riscatto al Cittadella.

#### Pro Vercelli
Dopo essersi svincolato dalla Reggina, trascorre alcuni mesi senza squadra; il 28 gennaio 2023, viene tesserato dalla Pro Vercelli, in Serie C. Il 12 marzo seguente, segna la sua prima rete per il club piemontese, decisiva per la vittoria in casa dell'AlbinoLeffe.

#### Alcione e Anzio
Il 7 dicembre 2023, dopo alcuni mesi da svincolato, viene acquistato dall'Alcione, militante in Serie D. Lungo la seconda parte della stagione, contribuisce alla prima promozione in Serie C nella storia della squadra milanese. Con 15 presenze in campionato e 2 nei play-off, contribuisce alla vittoria del campionato e la promozione in Serie C della squadra lombarda, ma al termine della stagione rimane svincolato.
Il 7 novembre 2024 viene ingaggiato dall'Anzio, sempre Serie D, con cui firma un accordo fino al termine della stagione.

### Nazionale
Di origini tunisine, comincia ad essere preso in considerazione per i colori azzurri dell'Italia a partire dall'Under-19, giacché viene convocato per uno stage dal 6 al 9 settembre 2009.
Dopo aver giocato 4 partite con la Nazionale italiana Under-20, debutta con l'Under-21 nell'amichevole del 15 agosto 2012 in Olanda (vittoria azzurra 4-0). Il 10 settembre seguente gioca la sua prima gara valevole per la qualificazioni al Campionato europeo di calcio Under-21, prendendo parte a Italia-Eire (2-4).
Il 24 marzo 2017 ha debuttato con la nazionale tunisina, in una partita amichevole contro il Camerun persa per 1 a 0. Viene inserito nei pre convocati per il mondiale di calcio 2018 in Russia, ma viene poi escluso dal ct Nabil Maâloul  nella lista definitiva dei 23 convocati.

## Statistiche

### Presenze e reti nei club
Statistiche aggiornate al 28 maggio 2025.
| Stagione            | Squadra         | Campionato      | Campionato | Campionato | Coppe nazionali | Coppe nazionali | Coppe nazionali | Coppe continentali | Coppe continentali | Coppe continentali | Altre coppe | Altre coppe | Altre coppe | Totale | Totale |
| Stagione            | Squadra         | Comp            | Pres       | Reti       | Comp            | Pres            | Reti            | Comp               | Pres               | Reti               | Comp        | Pres        | Reti        | Pres   | Reti   |
| ------------------- | --------------- | --------------- | ---------- | ---------- | --------------- | --------------- | --------------- | ------------------ | ------------------ | ------------------ | ----------- | ----------- | ----------- | ------ | ------ |
| 2010-2011           | Foggia          | 1D              | 28         | 4          | CI-LP           | 6               | 0               | -                  | -                  | -                  | -           | -           | -           | 34     | 4      |
| 2011-2012           | Sassuolo        | B               | 7          | 1          | CI              | 1               | 1               | -                  | -                  | -                  | -           | -           | -           | 8      | 2      |
| 2012-2013           | Sassuolo        | B               | 9          | 0          | CI              | 0               | 0               | -                  | -                  | -                  | -           | -           | -           | 9      | 0      |
| 2013-gen. 2014      | Sassuolo        | A               | 10         | 0          | CI              | 2               | 1               | -                  | -                  | -                  | -           | -           | -           | 12     | 1      |
| gen.-giu. 2014      | Latina          | B               | 10+4       | 2+1        | CI              | 0               | 0               | -                  | -                  | -                  | -           | -           | -           | 12     | 3      |
| 2014-2015           | Bologna         | B               | 38+4       | 8+0        | CI              | 1               | 0               | -                  | -                  | -                  | -           | -           | -           | 43     | 8      |
| 2015-2016           | Sassuolo        | A               | 11         | 0          | CI              | 0               | 0               | -                  | -                  | -                  | -           | -           | -           | 11     | 0      |
| Totale Sassuolo     | Totale Sassuolo | Totale Sassuolo | 37         | 1          |                 | 3               | 2               |                    | -                  | -                  |             | -           | -           | 40     | 3      |
| 2016-2017           | Cesena          | B               | 32         | 2          | CI              | 3               | 1               | -                  | -                  | -                  | -           | -           | -           | 35     | 3      |
| 2017-2018           | Cesena          | B               | 39         | 7          | CI              | 2               | 2               | -                  | -                  | -                  | -           | -           | -           | 41     | 9      |
| Totale Cesena       | Totale Cesena   | Totale Cesena   | 71         | 9          |                 | 5               | 3               |                    | -                  | -                  |             | -           | -           | 76     | 12     |
| 2018-2019           | Verona          | B               | 27+5       | 4          | CI              | 2               | 0               | -                  | -                  | -                  | -           | -           | -           | 34     | 4      |
| ago. 2019-gen. 2020 | Empoli          | B               | 13         | 0          | CI              | 3               | 0               | -                  | -                  | -                  | -           | -           | -           | 16     | 0      |
| gen.-lug. 2020      | Bari            | C               | 9+3        | 2          | CI-C            | -               | -               | -                  | -                  | -                  | -           | -           | -           | 12     | 2      |
| gen.-giu.2021       | Reggiana        | B               | 19         | 2          | CI              | -               | -               | -                  | -                  | -                  | -           | -           | -           | 19     | 2      |
| 2021- gen. 2022     | Reggina         | B               | 16         | 0          | CI              | 1               | 0               | -                  | -                  | -                  | -           | -           | -           | 17     | 0      |
| gen.-giu. 2022      | Cittadella      | B               | 17         | 0          | CI              | 0               | 0               | -                  | -                  | -                  | -           | -           | -           | 17     | 0      |
| 2022-2023           | Pro Vercelli    | C               | 15         | 2          | CI-C            | -               | -               | -                  | -                  | -                  | -           | -           | -           | 15     | 2      |
| dic. 2023-2024      | Alcione Milano  | D               | 15+2       | 1          | CI-D            | -               | -               | -                  | -                  | -                  | -           | -           | -           | 17     | 1      |
| nov. 2024-2025      | Anzio           | D               | 22         | 4          | CI-D            | -               | -               | -                  | -                  | -                  | -           | -           | -           | 22     | 4      |
| Totale carriera     | Totale carriera | Totale carriera | 338 + 18   | 40         |                 | 21              | 5               |                    | -                  | -                  |             | -           | -           | 377    | 45     |

### Cronologia presenze e reti in nazionale
| Cronologia completa delle presenze e delle reti in nazionale ― Tunisia | Cronologia completa delle presenze e delle reti in nazionale ― Tunisia | Cronologia completa delle presenze e delle reti in nazionale ― Tunisia | Cronologia completa delle presenze e delle reti in nazionale ― Tunisia | Cronologia completa delle presenze e delle reti in nazionale ― Tunisia | Cronologia completa delle presenze e delle reti in nazionale ― Tunisia | Cronologia completa delle presenze e delle reti in nazionale ― Tunisia | Cronologia completa delle presenze e delle reti in nazionale ― Tunisia |
| Data                                                                   | Città                                                                  | In casa                                                                | Risultato                                                              | Ospiti                                                                 | Competizione                                                           | Reti                                                                   | Note                                                                   |
| ---------------------------------------------------------------------- | ---------------------------------------------------------------------- | ---------------------------------------------------------------------- | ---------------------------------------------------------------------- | ---------------------------------------------------------------------- | ---------------------------------------------------------------------- | ---------------------------------------------------------------------- | ---------------------------------------------------------------------- |
| 24-3-2017                                                              | Monastir                                                               | Tunisia                                                                | 0 – 1                                                                  | Camerun                                                                | Amichevole                                                             | -                                                                      | 67’                                                                    |
| 28-3-2017                                                              | Marrakech                                                              | Marocco                                                                | 1 – 0                                                                  | Tunisia                                                                | Amichevole                                                             | -                                                                      | 61’                                                                    |
| Totale                                                                 |                                                                        | Presenze                                                               | 2                                                                      |                                                                        | Reti                                                                   | 0                                                                      |                                                                        |

## Palmarès

### Club

#### Competizioni giovanili
- Campionato Giovanissimi Nazionali: 1

Inter: 2005-2006

#### Competizioni nazionali
- Campionato italiano di Serie B: 1

Sassuolo: 2012-2013
- Serie D: 1

Alcione: 2023-2024 (girone A)